# Ivana Bazzano
Ivana Bazzano (Siracusa, 20 marzo 1980) è un'ex pallamanista italiana.

## Carriera

### Giocatore

#### Club
Inizia a praticare la pallamano nella gloriosa società dell'EOS Siracusa della presidente Maria Zocco. 
Con la formazione della sua città ha praticamente giocato in tutte le categorie conquistando anche diversi titoli a livello giovanile.
Titolare nella stagione 1997-1998, nella seconda squadra dell'EOS in Serie B, passa in prima squadra diventando con le aretusee nella stagione 1999-2000 Campione d'Italia. 
Dopo la scomparsa dell’EOS, chiuderà la carriera con la maglia dell’Albatro Siracusa contribuendo al ritorno in campo di un club siracusano nella femminile

## Palmarès
- Campionato italiano di pallamano femminile: 1

EOS Siracusa: 1999-2000